# NGC 4066
NGC 4066 é uma galáxia elíptica (E) localizada na direcção da constelação de Coma Berenices. Possui uma declinação de +20° 20' 52" e uma ascensão recta de 12 horas, 04 minutos e 09,4 segundos.
A galáxia NGC 4066 foi descoberta em 24 de Fevereiro de 1827 por John Herschel.